# Lubert Stryer

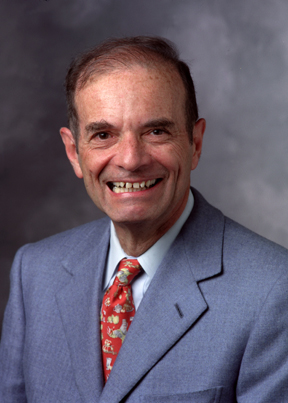
Lubert Stryer, 2007

Lubert Stryer (* 2. März 1938 in Tianjin, China; † 8. April 2024 in Stanford, Kalifornien) war ein US-amerikanischer Biochemiker und Molekularbiologe.

## Leben
Stryer war der Sohn deutsch-russischer Eltern, die vor dem Zweiten Weltkrieg nach China emigrierten. Die Familie kam 1948 in die USA.
Stryer studierte an der University of Chicago mit Bachelorabschluss 1957 und an der Harvard Medical School mit M.D.-Abschluss 1961. Als Post-Doktorand war er bis 1963 Helen Hay Whitney Research Fellow an der Harvard University und am Labor für Molekularbiologie des Medical Research Council in Cambridge bei John Cowdery Kendrew (mit Francis Crick und Max Perutz als Kollegen). 1963 wurde er Assistant Professor und später Associate Professor für Biochemie an der Stanford University, wo er unter den Einfluss von Arthur Kornberg, Paul Berg und Robert Baldwin kam. Ab 1969 war er Professor für molekulare Biophysik und Biochemie an der Yale University. Von 1967 bis 1971 war er Berater der National Institutes of Health. Ab 1976 war er George A. Winzer Professor für Zellbiologie und Leiter der neu gegründeten Abteilung für Strukturelle Biologie an der Stanford University.
Er starb am 8. April 2024 in Stanford im Alter von 86 Jahren an den Folgen einer Krebserkrankung.

## Werk
Seine Forschung konzentrierte sich auf die Wechselwirkung von Licht und Biomolekülen.
In den 1960er-Jahren untersuchte er den Energietransfer in lichtempfindlichen biologischen Makromolekülen (Chromophoren) mit Fluoreszenzspektroskopie, insbesondere eine Theorie kurzreichweitigen (kleiner als die jeweilige Lichtwellenlänge) Energietransfers nach Theodor Förster (Förster-Resonanzenergietransfer, FRET). Insbesondere zeigte er 1967 mit Dick Haugland, dass der FRET mit der sechsten Potenz der Entfernung von Donor und Rezeptor abnimmt wie von Förster vorhergesagt. Er fand auch, dass FRET für die Messung des Abstands zweier Stellen auf einem Protein-Makromolekül genutzt werden kann. Die Methode eines spektroskopischen Maßstabs (Spectroscopic Rulers) wird heute von zahlreichen Labors weltweit genutzt.
In den 1970er- und 1980er-Jahren erforschte er die molekularen Mechanismen der ersten Stadien der visuellen Wahrnehmung und den beteiligten Verstärkungsmechanismen, zum Beispiel die cGMP-Kaskade nach Photoanregung des Sehmoleküls Rhodopsin. Gemeinsam mit anderen Forschern entdeckte er das Molekül Transducin und erklärte die hohe Sensitivität von Sehzellen für Licht. Sein Labor erforschte auch die Rolle von Kalzium bei Rückkoppelungsprozessen im primären Sehvorgang.
In den 1990er-Jahren entwickelte er mit Stephen Fodor und anderen die Licht-aktivierte kombinatorische Synthese von Bibliotheken von Proteinen und Oligonukleotiden auf Chips. Diese Techniken wurden von der Pharma-Firma Affymetrix in Santa Clara kommerziell angewandt, deren Berater Stryer war. Ihren Microarray-Gene-Chip entwickelte er bei Affymax (dem Vorläufer von Affymetrix) 1989 mit, während er sich zeitweise von Stanford beurlauben ließ, um die Firma mit zu gründen. Er war ein Jahr deren Präsident. Mit Kollegen in Berkeley entwickelte er auch vielfarbige Fluoreszenz-Marker für die Fluoreszenzmikroskopie und Durchflusszytometrie.
Bekannt wurde er auch für sein weit verbreitetes Lehrbuch der Biochemie, das zuerst 1975 erschien.

## Ehrungen und Mitgliedschaften
2006 erhielt Stryer die National Medal of Science. Er war Mitglied der National Academy of Sciences (1984), der American Association for the Advancement of Science, der American Academy of Arts and Sciences (1975) und der American Philosophical Society (2006). 1992 wurde er Ehrendoktor der Universität Chicago.

## Privates
Stryer war seit 1958 mit Andrea Stern verheiratet, das Paar hatte zwei Söhne. Privat beschäftigte er sich mit Photographie und reiste auf Motivsuche in entlegene Orte wie die Antarktis, Arktis, die Galapagos-Inseln und Afrika.

## Schriften
- L. Stryer: Biochemie. Spektrum Akademischer Verlag, 6. Auflage 2007, ISBN 978-3-8274-1800-5

Englisches Original: Biochemistry. 7. Auflage, Freeman, San Francisco 2012 (mit Jeremy M. Berg, John L. Tymoczko, unter Mitwirkung von Gregory J. Gatto, Jr.)
- L. Stryer, John L. Tymoczko, Jeremy M. Berg: Biochemistry. A short course. Freeman, San Francisco 2011
- L. Stryer: Molecular design of life. Freeman, San Francisco 1989
- John Dowling, L. Stryer, Torsten Wiesel (Herausgeber): Colloquium on vision: from photon to perception, National Academy of Science, Washington DC 2000

## Belege
1. ↑  Lebens- und Karrieredaten nach Pamela Kalte u. a. American Men and Women of Science, Thomson Gale 2004
2. ↑  Jeremy Berg: Lubert Stryer (1938—2024). Trailblazing biochemist and author. In: Science. Band 384, Nr. 6697, 2024, S. 744, doi:10.1126/science.adp9584.
3. ↑  Nina Bai: Lubert Stryer, luminary scientist of light and life, author of classic textbook, dies at 86. In: stanford.edu. 1. Mai 2024, abgerufen am 20. Mai 2024 (englisch).
4. ↑  Stryer, Haugland Energy transfer: a spectroscopic ruler, Proc. Natl. Acad. Sci. USA, Band 58, 1967, S. 719–725
5. ↑  B. Fung, J. B. Hurley, L. Stryer Flow of information in the light-triggered cyclic nucleotide cascade of vision, Proc. National Acad. Sci. USA, Band 78, 1981, S. 152–156
6. ↑  K.-W. Koch, L. Stryer Highly cooperative feedback control of retinal rod guanylate cyclase by calcium ion. In: Nature. Band 334, 1988, S. 64–66.
7. ↑  S. P. A. Fodor, J. L. Read, M. C. Pirrung, L. Stryer, A. T. Lu, D. Solas: Light-directed, spatially addressable parallel chemical synthesis. In: Science. Band 251, 1991, S. 767–773.

| Personendaten    | Personendaten                 |
| ---------------- | ----------------------------- |
| NAME             | Stryer, Lubert                |
| KURZBESCHREIBUNG | US-amerikanischer Biochemiker |
| GEBURTSDATUM     | 2. März 1938                  |
| GEBURTSORT       | Tianjin, China                |
| STERBEDATUM      | 8. April 2024                 |
| STERBEORT        | Stanford, Kalifornien         |